# Giorgio De Sabbata

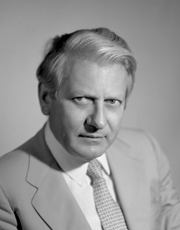
Giorgio De Sabbata

Giorgio De Sabbata (2 de julho de 1925 - 27 de julho de 2013) foi um político italiano que serviu como prefeito de Pesaro (1959–1970), deputado (1972–1976), e senador (1976–1987).